# Dolmen du Pont Neuf
Le dolmen du Pont Neuf est un dolmen situé à Cabasse, dans le département du Var en France.

## Historique
Le dolmen avait été érigé sur un plateau surplombant le confluent de l'Issole et de la Caramy. Menacé par l'extension d'une carrière de bauxite, il a été fouillé par Gérard Bérard puis entièrement démonté et remonté à proximité, près de la chapelle de Notre-Dame-du-Glaive, dans un environnement naturel et géologique similaire. L'édifice a fait l'objet d'une restauration par Hélène Barge en 1990.

## Architecture
Le tumulus est plutôt modeste : il ne mesure que 8 m de diamètre pour une hauteur maximale de 0,40 m. Il est délimité par un cercle de pierres. La chambre sépulcrale est elle-même assez petite (1,55 m sur 1,05 m). Elle s'ouvre à l'ouest (azimut 250°) sur un couloir fermé à son extrémité par une orthostate dressée qui pourrait être une stèle aniconique. Cette stèle d'origine ayant été brisée ultérieurement a été remplacée par une pierre similaire lors du remontage du dolmen. Le couloir était délimité par un muret en pierres sèches côté nord et sud, seul celui du côté nord est encore en place, celui du sud ayant été remplacé par une unique dalle.
La chambre et le couloir comportent un dallage au sol.

## Ossements et mobilier funéraire
Six ou sept individus furent inhumés dans le dolmen au cours de deux périodes d'utilisation successives matérialisées par deux couches archéologiques distinctes (dites A et B).
La couche inférieure, dite couche B, a été datée du Chalcolithique. Elle correspond à la période d'édification du dolmen.  Après tamisage, y furent recueillis des ossements très fragmentés et brûlés, dont 90 dents humaines. Le mobilier funéraire correspondant comprend une flèche à pédoncule en silex gris, un fragment d'anneau en calcaire, deux coquillage percés et cinq minuscules tessons de céramique.
À l'Âge du Bronze, cette première couche archéologique fut pratiquement totalement retirée de la chambre et rejetée sur le tumulus pour permettre un second dépôt (couche A). Cette couche supérieure contenait les ossements de deux individus, concentrés dans la moitié est de la chambre près de la porte. Le mobilier funéraire de cette période se limitait à un cristal de roche, trois minuscules tessons de céramique impossible à identifier, une flèche et  une aiguille en bronze.  Une quinzaine de dents furent aussi retrouvées dans le couloir.